# Marco Maurer (Eishockeyspieler)
Marco Maurer (* 21. Februar 1988 in Affoltern am Albis) ist ein Schweizer Eishockeyspieler, der seit Juli 2025 beim HC Sierre in der Swiss League unter Vertrag steht und dort auf der Position des Verteidigers spielt. Zuvor war Maurer unter anderem für den EV Zug, Genève-Servette HC, die Rapperswil-Jona Lakers, ZSC Lions, HC Lugano, EHC Biel, SC Bern und HC Ajoie in der National League aktiv, wo er weit über 900 Partien absolvierte.

## Karriere
Marco Maurer begann seine Karriere als Eishockeyspieler in der Nachwuchsabteilung des EV Zug, für dessen Profimannschaft er von 2005 bis 2009 in der National League A (NLA) spielte. In der Saison 2007/08 bestritt er zudem zwei Spiele für die Schweizer U20-Nationalmannschaft in der National League B (NLB). Die Saison 2009/10 verbrachte der Verteidiger beim Genève-Servette HC in der NLA, mit dem er Vizemeister wurde. Zudem kam der Verteidiger als Leihspieler jedoch auch zu drei Einsätzen für den Lausanne HC in der NLB, der in dieser Spielzeit die Meisterschaft der zweithöchsten Spielklasse des Landes gewann. 
Zur Saison 2010/11 wurde Maurer von den Rapperswil-Jona Lakers verpflichtet. Im Verlauf der folgenden Spielzeit unterzeichnete der Abwehrspieler im Dezember 2011 einen Zweijahresvertrag mit Gültigkeit ab der Saison 2012/13 bei den ZSC Lions. Während dieser Zeit bestritt er als Gastspieler mit den Adler Mannheim den Spengler Cup 2012. Ab November 2013 stand er beim HC Lugano unter Vertrag, nachdem er zunächst einen Zweijahresvertrag bei den Tessinern unterschrieben hatte mit Gültigkeit ab der Saison 2014/15 und wenige Tage später gegen Dan Fritsche vom selben Verein eingetauscht wurde. Im Januar 2015, nachdem Maurer kurz zuvor den Spengler Cup 2014 mit Jokerit absolviert hatte, einigte er sich mit dem EHC Biel auf einen Zweijahresvertrag ab der Saison 2015/16, wo er letztlich bis zum Sommer 2019 auflief.
Auf die Saison 2019/20 wechselte Maurer von Biel nach Genf zum Genève-Servette HC wo er drei Jahre später in der Saison 2022/23 auch zum ersten Mal in seiner Karriere die Schweizer Meisterschaft gewann. In der darauffolgenden Saison erhielt der Verteidiger von seinem Cheftrainer Jan Cadieux kein Vertrauen mehr und wurde Anfang Dezember 2023 in einem Tauschgeschäft mit dem Finnen Julius Honka an den SC Bern ausgeliehen. Etwas mehr als einen Monat später im Januar 2024, löste Maurer seinen Vertrag mit Genf auf und unterzeichnete beim SC Bern einen neuen Vertrag bis zum Ende der Spielzeit 2023/24. Nach Ablauf des Vertrags verliess er die Berner und wechselte innerhalb der National League für ein Jahr zum HC Ajoie.
Zur Spielzeit 2025/26 schloss sich Maurer dem HC Sierre aus der Swiss League an.

### International
Maurer vertrat die Schweizer Juniorenauswahlen bei der U18-Junioren-Weltmeisterschaft der Division I 2006, wo er mit dem Team den Wiederaufstieg in die Top-Division schaffte und zudem als bester Verteidiger des Turniers ausgezeichnet wurde. Mit den U20-Junioren absolvierte der Abwehrspieler die U20-Junioren-Weltmeisterschaften 2007 und 2008. Bei den Titelkämpfen des Jahres 2007 brach sich Maurer nach einem schweren Zusammenstoss das Genick. Der damals 18-Jährige überlebte diesen Unfall. Nach nur knapp einem Jahr stand er bereits wieder auf dem Eis. Maurer bestritt 50 Junioren-Länderspiele.
Sein Debüt in der A-Nationalmannschaft gab Maurer im Verlauf der Saison 2017/18. Insgesamt kam er auf zwei Länderspiele.

## Erfolge und Auszeichnungen
- 2010 Schweizer Vizemeister mit dem Genève-Servette HC
- 2010 Meister der NLB mit dem Lausanne HC
- 2023 Schweizer Meister mit dem Genève-Servette HC

### International
- 2006 Aufstieg in die Top-Division bei der U18-Junioren-Weltmeisterschaft der Division I
- 2006 Bester Verteidiger der U18-Junioren-Weltmeisterschaft der Division I

## Karrierestatistik
Stand: Ende der Saison 2024/25

### International
Vertrat die Schweiz bei:
- U18-Junioren-Weltmeisterschaft der Division I 2006
- U20-Junioren-Weltmeisterschaft 2007
- U20-Junioren-Weltmeisterschaft 2008

(Legende zur Spielerstatistik: Sp oder GP = absolvierte Spiele; T oder G = erzielte Tore; V oder A = erzielte Assists; Pkt oder Pts = erzielte Scorerpunkte; SM oder PIM = erhaltene Strafminuten; +/− = Plus/Minus-Bilanz; PP = erzielte Überzahltore; SH = erzielte Unterzahltore; GW = erzielte Siegtore; 1 Play-downs/Relegation; Kursiv: Statistik nicht vollständig)